# L'Internaute
Linternaute.com est un site web français d'information, de type tabloïd. Il traite l'actualité de manière généraliste sur ses différentes rubriques via des articles d'information, de culture et de divertissement sur de très nombreux domaines (politique, société, sport, auto, voyage, high-tech, bricolage, cinéma, télévision…) et fournit des services tels qu'un dictionnaire, des guides d'achat, un programme TV quotidien, etc. Il comprend aussi des forums et le site de réseautage social Copains d'avant.

## Propriétaire et audience
Benchmark Groupe, né en 1995, crée le site Linternaute.com en 2000. En 2010, Benchmark Groupe est acheté par le groupe CCM (Comment ça marche) ; les deux entités forment alors le CCM Benchmark Group. En 2015, ce nouveau groupe fusionné se rapproche du Groupe Figaro. Ainsi depuis cette date, Linternaute.com est édité par le Groupe Figaro / CCM Benchmark Group.
Avec d'autres sites que Linternaute.com, ce groupe global est classé quatrième groupe Internet en France avec 24 millions de visiteurs uniques (Institut de sondage Médiamétrie Netratings, janvier 2017) derrière Google, Microsoft et Facebook. Selon le même sondage, le site Linternaute.com serait le troisième site d'actualités en France avec dix millions de visiteurs uniques chaque mois.

## Liens
- Site officiel